# Amazona xantholora
Amazona xantholora là một loài chim trong họ Psittacidae.
Loài vẹt này được tìm thấy ở Belize, Honduras, và Mexico. Môi trường sống tự nhiên của chúng là rừng khô nhiệt đới hoặc cận nhiệt đới, rừng ngập mặn ven biển và rừng trước đây suy thoái nghiêm trọng; một ví dụ về địa phương phân bố loài này là trong vùng sinh thái rừng ngập mặn Petenes của Yucatan

## Hình ảnh

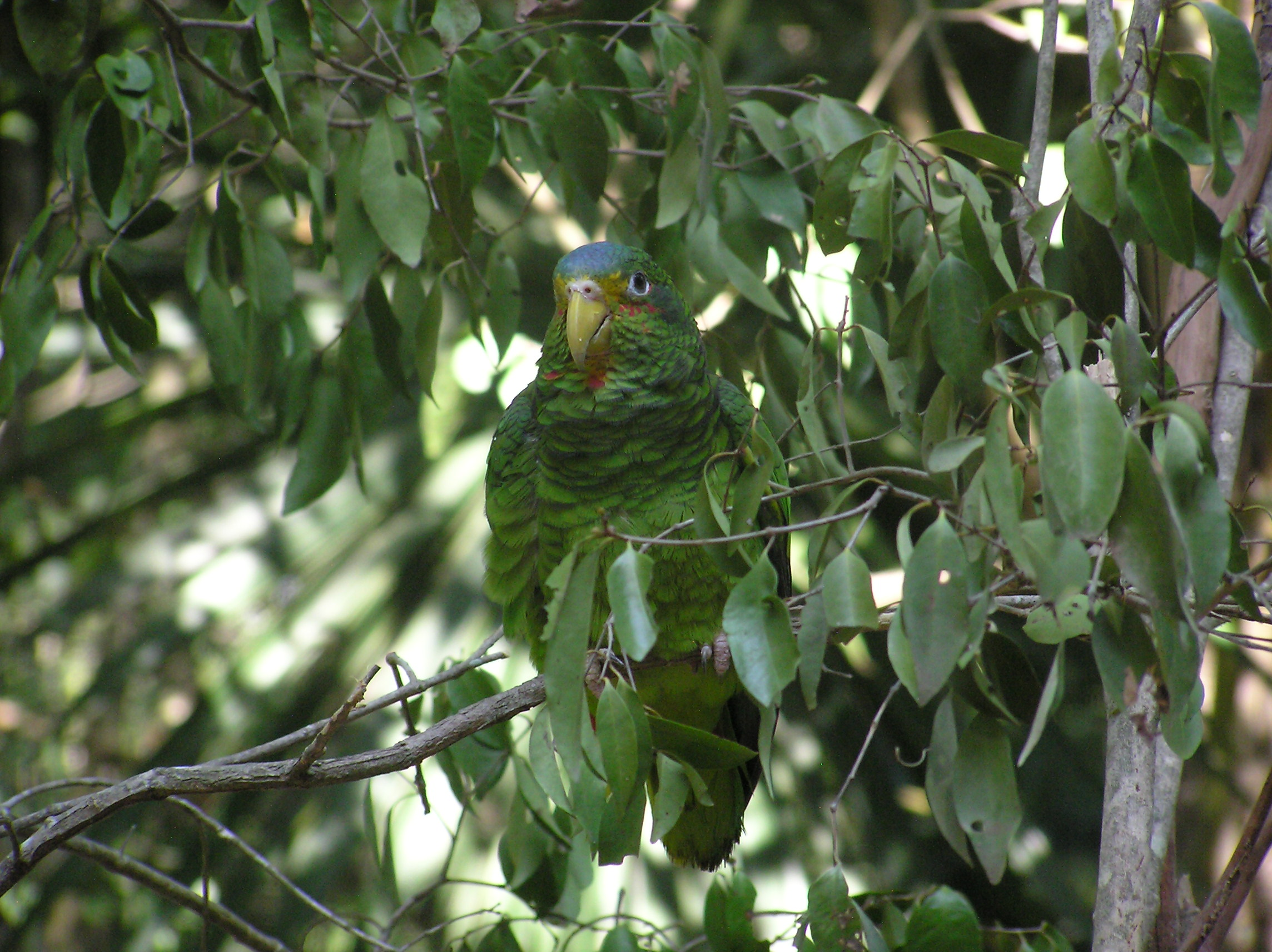
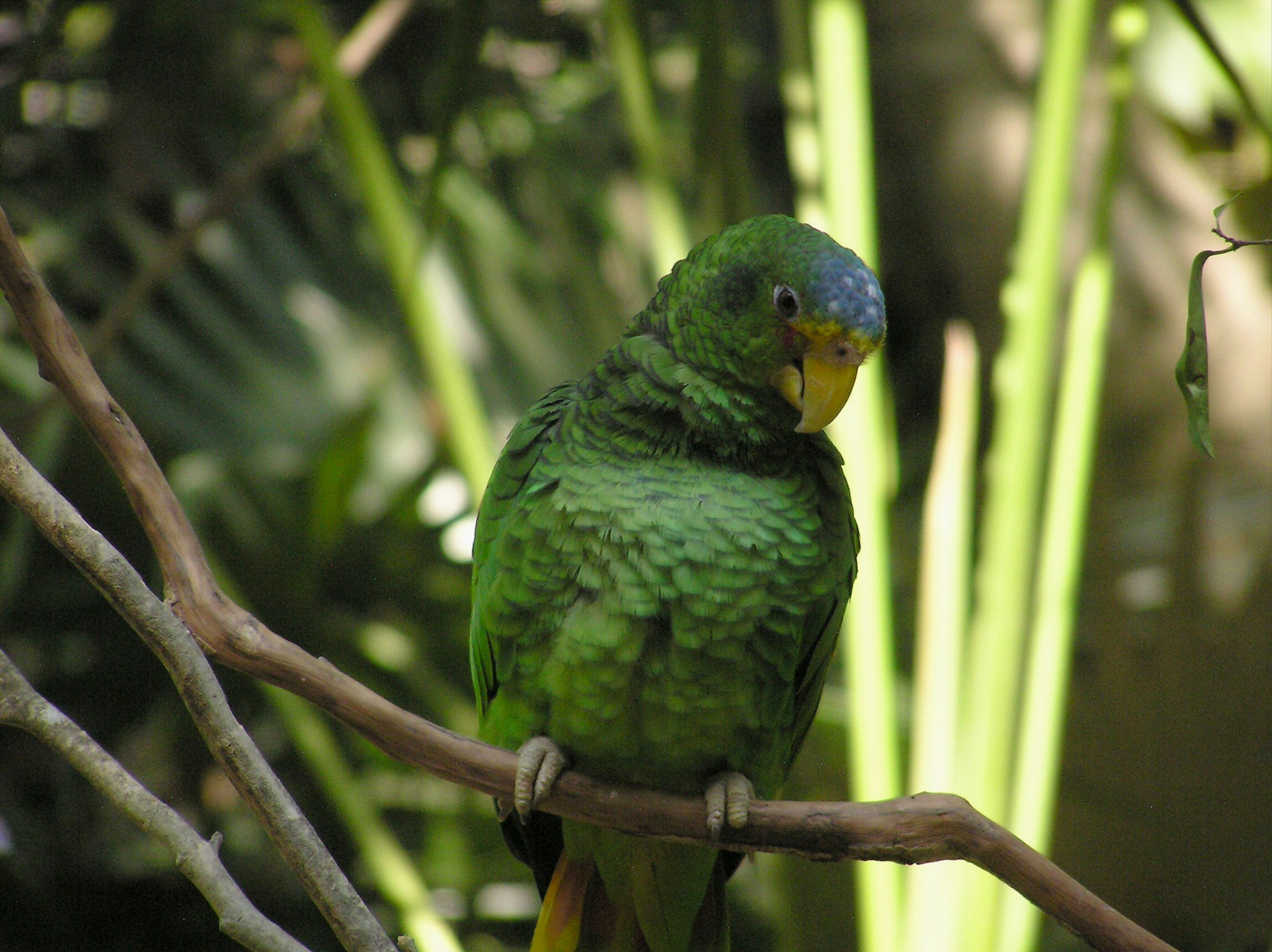